# Concordeavtalet
Concordeavtalet är ett avtal som reglerar de kommersiella reglerna i formel 1. Alla stall som ska vara med måste skriva på avtalet, vars främsta stridsfråga är delningen av TV-pengarna mellan ägarna till rättigheterna och GPMA, företagen som är med.